# Тимофєєва Ніна Володимирівна
Ні́на Володи́мирівна Тимофє́єва (11 червня 1935, Ленінград, РРФСР, СРСР — 3 листопада 2014, Єрусалим, Ізраїль) — радянська артистка балету, балерина Маріїнського та Великого театрів, педагог, хореограф, політичний діяч. Заслужена артистка РРФСР (1959). Народна артистка РРФСР (1963). Народна артистка СРСР (1969).

## Життєпис
Закінчила Академію російського балету імені А. Я. Ваганової (1953, клас Н. О. Камкової). За рік до випуску дебютувала на сцені Ленінградського театру опери та балету імені ім. С. М. Кірова (нині Маріїнський театр) у партії Маші в балеті «Лускунчик» П. І. Чайковського.
У 1953—1956 рр. працювала в трупі Ленінградського театру опери та балету ім. С. М. Кірова, де спочатку виконувала невеликі сольні партії, а потім — Мірту у балеті «Жизель» А. Адана та головну партію Одетти-Оділії у балеті «Лебедине озеро» П. І. Чайковського, після чого була запрошена до Большого театру, де дебютувала у балеті П. І. Чайковського «Лебедине озеро», виконавши партію Одетти-Оділлії. Педагогом балерини в театрі спочатку була Г. С. Уланова, потім — М. Т. Семенова.
Гастролювала у Фінляндії (1958), на Кубі (1960), у НДР (1965).
У 1980 році закінчила педагогічне відділення ГІТІС за курсом М. Т. Семенової. 1988 року закінчила свою сценічну кар'єру, у 1989—1991 роки працювала в театрі педагогом-репетитором.
Була депутатом Верховної Ради СРСР 7-го скликання (1966—1970).
У 1991 році разом з дочкою Надією залишила СРСР і переїхала на постійне проживання до Єрусалиму (Ізраїль), де займалася педагогічною та балетмейстерською діяльністю.
Померла 3 листопада 2014 в Єрусалимі

## Родина
- Брат матері Давид Саліман-Владіміров — відомий радянський композитор, заслужений діяч мистецтв Якутської АРСР (1964), народний артист Якутської АРСР (1967), заслужений артист РРФСР (1972).
- Чоловік: Кирило Володимирович Молчанов, композитор.
- Дочка: Надія, балерина (її батько — кінооператор Георгій Рерберг).

## Фільмографія
- «Секрет успіху» (1964, фільм-балет)
- «Білі ночі» (1972, фільм-балет; Настенька)
- «Федра» (1972, фільм-балет; Федра)
- «Московська фантазія» (1972, фільм-балет; Балеріна)
- «Як серцю висловити себе?» (1973, фільм-концерт)
- «Раймонда» (1973, екранізація балету; Раймонда)
- «Шопеніана» (1974, екранізація балету)
- «Класичні дуети» (1976, фільм-концерт)
- «Спартак» (1977, екранізація балету; Егіна)
- «Солісти Великого балету» (1978, телефільм-концерт)
- «Адажіо» (1980, фільм-балет)
- «Великий балет» (1980, фільм-концерт)
- «Імпровізації» (1981, фільм-балет; Солістка)
- «Цей чудовий світ» (1981, фільм-балет; Кохана та Пастушка)
- «Ще трохи про балет» (1982, документальний фільм)
- «Три карти» (1983, фільм-балет; Графіня та Дама пік
- «Алегро» (1984, фільм-балет)
- «Я хочу танцювати» (1985, фільм-балет)
- «Фрагменти однієї біографії» (1985, фільм-балет)
- «Ґран-па» (1985, т/ф; Єлизавета Петрівна Тропініна, колишня балерина (головна роль)
- «Балет від першої особи» (1987, документальний; епізод)
- «П'ять кутів» (1989, т/ф; епізод)